# Khu bảo tồn động vật hoang dã Hail Haor
Khu bảo tồn động vật hoang dã Hail Haor (tiếng Bengal: হাইল হাওর বন্যপ্রাণী সংরক্ষণ অভয়ারণ্য) Là một khu bảo tồn động vật hoang dã lớn ở Bangladesh.